# 澳門業餘無線電協會
澳門業餘無線電協會（葡萄牙語：Associação dos Radioamadores de Macau，縮寫：ARM）是中國澳門業餘無線電愛好者的一個非營利組織。 ARM成立於葡屬澳門時期。該組織的主要任務是在澳門普及和推廣業餘無線電，並為特別行政區的社區服務。該組織的一個會員福利是為經常與其他國家的業餘無線電操作員進行交流的會員設立QSL局。ARM是國際業餘無線電聯盟中代表澳門的成員協會。